# Bahnstrecke Hamburg-Altona–Neumünster
| |                                                            |                                            |                                            |
| |                                                            |                                            |                                            |
| Streckennummer (DB): | 9121                                                       |                                            |                                            |
| Kursbuchstrecke (DB): | 103                                                        |                                            |                                            |
| Kursbuchstrecke: | 93a (1934) 101v (1939) 112q (1946)                         |                                            |                                            |
| Streckenlänge: | (ehem. 67,225 km) 62,634 km                                |                                            |                                            |
| Spurweite: | 1435 mm (Normalspur)                                       |                                            |                                            |
| Streckenklasse: | D4                                                         |                                            |                                            |
| Maximale Neigung: | 40 ‰                                                       |                                            |                                            |
| Minimaler Radius: | 190 m                                                      |                                            |                                            |
| Streckengeschwindigkeit: | 100 km/h                                                   |                                            |                                            |
| Zugbeeinflussung: | PZB 90 (Version AKN)                                       |                                            |                                            |
| Zweigleisigkeit: | Eidelstedt Zentrum–Quickborn Ulzburg Süd–Kaltenkirchen Süd |                                            |                                            |
| |                                                            |                                            |                                            |
| \| \| \| Altona (AKN, Gählersplatz) 1884–1912 \| \| \| \| \| Hamburg-Altonaer Verbindungsbahn \| \| \| \| \| Nebenzollamt \| \| \| \| 0,000 \| Altona Kaltenkirchener Bahnhof (1912–1962) \| Altona Kaltenkirchener Bahnhof (1912–1962) \| \| \| 1,500 \| Langenfelde (1884–1911, 1962–1965) \| Langenfelde (1884–1911, 1962–1965) \| \| \| 2,700 \| Beginn der heutigen Strecke \| Beginn der heutigen Strecke \| \| \| 2,800 \| Hamburg-Stellingen \| Hamburg-Stellingen \| \| \| \| Verbindungsgleis zur Güterumgehungsbahn \| \| \| \| \| \| \| \| \| \| von Hamburg Holstenstraße D \| \| \| \| 4,300 \| Hamburg-Eidelstedt \| Hamburg-Eidelstedt \| \| \| \| \| \| \| \| \| nach Pinneberg (höhenfrei) \| \| \| \| 6,277 \| Hamburg-Eidelstedt Zentrum \| Hamburg-Eidelstedt Zentrum \| \| \| 6,478 \| Hamburg-Eidelstedt Ost \| Hamburg-Eidelstedt Ost \| \| \| 7,057 \| Hamburg Hörgensweg \| Hamburg Hörgensweg \| \| \| 7,430 \| Bundesautobahn 23 \| Bundesautobahn 23 \| \| \| 7,833 \| Hamburg-Schnelsen Süd (geplant) \| Hamburg-Schnelsen Süd (geplant) \| \| \| 9,024 \| Hamburg-Schnelsen \| Hamburg-Schnelsen \| \| \| 9,770 \| Schnelsener Moorgraben \| Schnelsener Moorgraben \| \| \| 10,535 \| Hamburg-Burgwedel \| Hamburg-Burgwedel \| \| \| 11,125 \| Landesgrenze Hamburg/Schleswig-Holstein \| Landesgrenze Hamburg/Schleswig-Holstein \| \| \| 11,190 \| Mühlenau \| Mühlenau \| \| \| 12,307 \| Bönningstedt \| Bönningstedt \| \| \| 15,944 \| Hasloh \| Hasloh \| \| \| 18,200 \| Elsensee \| Elsensee \| \| \| 19,161 \| Quickborn Süd \| Quickborn Süd \| \| \| 20,137 \| Quickborn \| Quickborn \| \| \| 22,038 \| Gronau \| Gronau \| \| \| 22,760 \| Ellerau \| Ellerau \| \| \| 24,196 \| Tanneneck (Bft) \| Tanneneck (Bft) \| \| \| 24,700 \| Bundesautobahn 7 \| Bundesautobahn 7 \| \| \| 26,000 \| Tanneneck (Güterbahnhof) \| Tanneneck (Güterbahnhof) \| \| \| 26,277 \| nach/von Ochsenzoll \| nach/von Ochsenzoll \| \| \| 27,009 \| Ulzburg Süd \| Ulzburg Süd \| \| \| \| Streckenverlegung 2001 \| \| \| \| 28,253 \| Pinnau \| Pinnau \| \| \| 28,885 \| Ulzburger Tunnel (630 m) \| Ulzburger Tunnel (630 m) \| \| \| 29,515 \| \| \| \| \| \| \| \| \| \| \| von Bad Oldesloe \| \| \| \| 29,565 \| Henstedt-Ulzburg \| Henstedt-Ulzburg \| \| \| 29,693 \| nach Elmshorn \| nach Elmshorn \| \| \| 32,959 \| Kaltenkirchen Süd (Bft) \| Kaltenkirchen Süd (Bft) \| \| \| 34,300 \| Kaltenkirchen (Holst) \| Kaltenkirchen (Holst) \| \| \| 34,368 \| Kaltenkirchener Tunnel (202 m) \| Kaltenkirchener Tunnel (202 m) \| \| \| 34,570 \| \| \| \| \| 36,078 \| Holstentherme \| Holstentherme \| \| \| 36,696 \| Dodenhof[Anm. 1] \| Dodenhof[Anm. 1] \| \| \| 37,170 \| Bundesautobahn 7 \| Bundesautobahn 7 \| \| \| 39,341 \| Nützen \| Nützen \| \| \| 41,816 \| Lentföhrden \| Lentföhrden \| \| \| 44,175 \| Ohlau \| Ohlau \| \| \| 44,798 \| Bad Bramstedt Kurhaus \| Bad Bramstedt Kurhaus \| \| \| 45,460 \| Schmalfelder Au \| Schmalfelder Au \| \| \| 46,446 \| Untere Osterau \| Untere Osterau \| \| \| 46,708 \| Bad Bramstedt \| Bad Bramstedt \| \| \| 49,970 \| Gayen \| Gayen \| \| \| 51,753 \| Wiemersdorf \| Wiemersdorf \| \| \| 54,026 54,000 \| Überlänge 26 m \| Überlänge 26 m \| \| \| 54,360 \| Bundesautobahn 7 \| Bundesautobahn 7 \| \| \| 56,288 \| Großenaspe \| Großenaspe \| \| \| 58,145 \| zum Bundeswehrdepot \| zum Bundeswehrdepot \| \| \| 61,445 \| Boostedt \| Boostedt \| \| \| 63,752 \| Boostedt Rampe \| Boostedt Rampe \| \| \| 65,031 \| zum Industriegebiet Neumünster Süd \| zum Industriegebiet Neumünster Süd \| \| \| \| von Bad Oldesloe \| \| \| \| 65,763 \| Stör \| Stör \| \| \| 66,832 \| Neumünster Süd \| Neumünster Süd \| \| \| 67,225 76,410 \| Eigentumsgrenze \| Eigentumsgrenze \| \| \| \| nach Neumünster \| \| |                                                            |                                            |                                            |
| Kopfbahnhof Streckenanfang (Strecke außer Betrieb) |                                                            | Altona (AKN, Gählersplatz) 1884–1912       | Altona (AKN, Gählersplatz) 1884–1912       |
| Kreuzung (Strecken außer Betrieb) |                                                            | Hamburg-Altonaer Verbindungsbahn           | Hamburg-Altonaer Verbindungsbahn           |
| Bahnhof (Strecke außer Betrieb) |                                                            | Nebenzollamt                               | Nebenzollamt                               |
| Bahnhof (Strecke außer Betrieb) | 0,000                                                      | Altona Kaltenkirchener Bahnhof (1912–1962) | Altona Kaltenkirchener Bahnhof (1912–1962) |
| Bahnhof (Strecke außer Betrieb) | 1,500                                                      | Langenfelde (1884–1911, 1962–1965)         | Langenfelde (1884–1911, 1962–1965)         |
| | 2,700                                                      | Beginn der heutigen Strecke                | Beginn der heutigen Strecke                |
| Dienststation / Betriebs- oder Güterbahnhof | 2,800                                                      | Hamburg-Stellingen                         | Hamburg-Stellingen                         |
| Abzweig geradeaus und nach rechts |                                                            | Verbindungsgleis zur Güterumgehungsbahn    | Verbindungsgleis zur Güterumgehungsbahn    |
| Verschwenkung von links |                                                            |                                            |                                            |
| Strecke · Strecke von links |                                                            | von Hamburg Holstenstraße D                | von Hamburg Holstenstraße D                |
| ehemaliger Bahnhof · S-Bahnhof | 4,300                                                      | Hamburg-Eidelstedt                         | Hamburg-Eidelstedt                         |
| Verschwenkung nach links · Verschwenkung nach rechts |                                                            |                                            |                                            |
| Abzweig geradeaus und nach links |                                                            | nach Pinneberg (höhenfrei)                 | nach Pinneberg (höhenfrei)                 |
| Bahnhof | 6,277                                                      | Hamburg-Eidelstedt Zentrum                 | Hamburg-Eidelstedt Zentrum                 |
| ehemaliger Bahnhof | 6,478                                                      | Hamburg-Eidelstedt Ost                     | Hamburg-Eidelstedt Ost                     |
| Haltepunkt / Haltestelle | 7,057                                                      | Hamburg Hörgensweg                         | Hamburg Hörgensweg                         |
| Strecke mit Straßenbrücke | 7,430                                                      | Bundesautobahn 23                          | Bundesautobahn 23                          |
| ehemaliger Haltepunkt / Haltestelle | 7,833                                                      | Hamburg-Schnelsen Süd (geplant)            | Hamburg-Schnelsen Süd (geplant)            |
| Bahnhof | 9,024                                                      | Hamburg-Schnelsen                          | Hamburg-Schnelsen                          |
| Brücke über Wasserlauf | 9,770                                                      | Schnelsener Moorgraben                     | Schnelsener Moorgraben                     |
| Haltepunkt / Haltestelle | 10,535                                                     | Hamburg-Burgwedel                          | Hamburg-Burgwedel                          |
| Grenze | 11,125                                                     | Landesgrenze Hamburg/Schleswig-Holstein    | Landesgrenze Hamburg/Schleswig-Holstein    |
| Brücke über Wasserlauf | 11,190                                                     | Mühlenau                                   | Mühlenau                                   |
| Bahnhof | 12,307                                                     | Bönningstedt                               | Bönningstedt                               |
| Bahnhof | 15,944                                                     | Hasloh                                     | Hasloh                                     |
| ehemaliger Haltepunkt / Haltestelle | 18,200                                                     | Elsensee                                   | Elsensee                                   |
| Bahnhof | 19,161                                                     | Quickborn Süd                              | Quickborn Süd                              |
| Bahnhof | 20,137                                                     | Quickborn                                  | Quickborn                                  |
| Brücke über Wasserlauf | 22,038                                                     | Gronau                                     | Gronau                                     |
| Bahnhof | 22,760                                                     | Ellerau                                    | Ellerau                                    |
| Bahnhof | 24,196                                                     | Tanneneck (Bft)                            | Tanneneck (Bft)                            |
| Strecke mit Straßenbrücke | 24,700                                                     | Bundesautobahn 7                           | Bundesautobahn 7                           |
| Dienststation / Betriebs- oder Güterbahnhof | 26,000                                                     | Tanneneck (Güterbahnhof)                   | Tanneneck (Güterbahnhof)                   |
| Abzweig geradeaus, nach rechts und von rechts | 26,277                                                     | nach/von Ochsenzoll                        | nach/von Ochsenzoll                        |
| Bahnhof | 27,009                                                     | Ulzburg Süd                                | Ulzburg Süd                                |
| Verschwenkung von links (Strecke außer Betrieb) · Verschwenkung von rechts |                                                            | Streckenverlegung 2001                     | Streckenverlegung 2001                     |
| Brücke über Wasserlauf (Strecke außer Betrieb) · Brücke über Wasserlauf | 28,253                                                     | Pinnau                                     | Pinnau                                     |
| Strecke (außer Betrieb) · Tunnelanfang | 28,885                                                     | Ulzburger Tunnel (630 m)                   | Ulzburger Tunnel (630 m)                   |
| Strecke (außer Betrieb) · Tunnelende | 29,515                                                     |                                            |                                            |
| Verschwenkung nach links (Strecke außer Betrieb) · Verschwenkung nach rechts |                                                            |                                            |                                            |
| Abzweig geradeaus und ehemals von rechts |                                                            | von Bad Oldesloe                           | von Bad Oldesloe                           |
| Bahnhof | 29,565                                                     | Henstedt-Ulzburg                           | Henstedt-Ulzburg                           |
| Abzweig geradeaus und nach links | 29,693                                                     | nach Elmshorn                              | nach Elmshorn                              |
| Bahnhof | 32,959                                                     | Kaltenkirchen Süd (Bft)                    | Kaltenkirchen Süd (Bft)                    |
| Bahnhof | 34,300                                                     | Kaltenkirchen (Holst)                      | Kaltenkirchen (Holst)                      |
| Tunnelanfang | 34,368                                                     | Kaltenkirchener Tunnel (202 m)             | Kaltenkirchener Tunnel (202 m)             |
| Tunnelende | 34,570                                                     |                                            |                                            |
| Haltepunkt / Haltestelle | 36,078                                                     | Holstentherme                              | Holstentherme                              |
| Bahnhof | 36,696                                                     | Dodenhof                                   | Dodenhof                                   |
| Strecke mit Straßenbrücke | 37,170                                                     | Bundesautobahn 7                           | Bundesautobahn 7                           |
| Haltepunkt / Haltestelle | 39,341                                                     | Nützen                                     | Nützen                                     |
| Bahnhof | 41,816                                                     | Lentföhrden                                | Lentföhrden                                |
| Brücke über Wasserlauf | 44,175                                                     | Ohlau                                      | Ohlau                                      |
| Haltepunkt / Haltestelle | 44,798                                                     | Bad Bramstedt Kurhaus                      | Bad Bramstedt Kurhaus                      |
| Brücke über Wasserlauf | 45,460                                                     | Schmalfelder Au                            | Schmalfelder Au                            |
| Brücke über Wasserlauf | 46,446                                                     | Untere Osterau                             | Untere Osterau                             |
| Bahnhof | 46,708                                                     | Bad Bramstedt                              | Bad Bramstedt                              |
| ehemaliger Haltepunkt / Haltestelle | 49,970                                                     | Gayen                                      | Gayen                                      |
| Bahnhof | 51,753                                                     | Wiemersdorf                                | Wiemersdorf                                |
| Kilometer-Wechsel | 54,026 54,000                                              | Überlänge 26 m                             | Überlänge 26 m                             |
| Strecke mit Straßenbrücke | 54,360                                                     | Bundesautobahn 7                           | Bundesautobahn 7                           |
| Bahnhof | 56,288                                                     | Großenaspe                                 | Großenaspe                                 |
| Abzweig geradeaus und nach rechts | 58,145                                                     | zum Bundeswehrdepot                        | zum Bundeswehrdepot                        |
| Bahnhof | 61,445                                                     | Boostedt                                   | Boostedt                                   |
| Blockstelle | 63,752                                                     | Boostedt Rampe                             | Boostedt Rampe                             |
| Abzweig geradeaus und ehemals nach links | 65,031                                                     | zum Industriegebiet Neumünster Süd         | zum Industriegebiet Neumünster Süd         |
| Abzweig geradeaus und von rechts |                                                            | von Bad Oldesloe                           | von Bad Oldesloe                           |
| Brücke über Wasserlauf | 65,763                                                     | Stör                                       | Stör                                       |
| Bahnhof | 66,832                                                     | Neumünster Süd                             | Neumünster Süd                             |
| Kilometer-Wechsel | 67,225 76,410                                              | Eigentumsgrenze                            | Eigentumsgrenze                            |
| Strecke |                                                            | nach Neumünster                            | nach Neumünster                            |

Die Bahnstrecke Hamburg-Altona–Neumünster ist die Stammstrecke der AKN Eisenbahn. Sie betreibt den heute noch vorhandenen 64,506 km langen Streckenabschnitt Hamburg-Eidelstedt–Neumünster als Eisenbahninfrastrukturunternehmen und führt auf ihm Personenverkehr durch.

## Geschichte und Streckenbeschreibung
Die Strecke war ursprünglich als Schmalspurbahn geplant gewesen, wurde jedoch in Normalspur gebaut. Am 8. September 1884 eröffnete die im Jahr zuvor gegründete Altona-Kaltenkirchner Eisenbahn-Gesellschaft die Strecke von Altona nach Kaltenkirchen für den Personenverkehr. Der Güterverkehr wurde am 24. November 1884 aufgenommen. Den Betrieb führte zunächst die Firma Kintzel & Lauser, die die Strecke gebaut hatte und am Aktienkapital beteiligt war. Güterübergabe zur Staatsbahn war zunächst nicht vorgesehen, jedoch zur Hamburger Straßenbahn in Altona möglich. Entsprechend wurde eine Mittelpufferkupplung gewählt, die bei den anfangs existierenden engen Kurven notwendig war. 1892 übernahm die AKE selbst die Betriebsführung.

### Streckenverlauf und erste Jahrzehnte
Die Strecke folgte weitgehend der 1830–32 erbauten Altona-Kieler Chaussee mit ihrem südlichsten Abschnitt Holstenstraße vom Kaltenkirchener Bahnhof am Gählerplatz nach Norden. Dabei kreuzte sie mittels Klappschienen die Hamburg-Altonaer Verbindungsbahn, die auf Straßenniveau vom Bahnhof Schulterblatt etwa dort, wo heute die Haubachstraße verläuft, an der Viktoria-Kaserne vorbeiführte. Nördlich dieser Kreuzung wurde an der Grenze des gemeinsamen Zollgebietes Hamburg/Altona der Bahnhof Nebenzollamt eingerichtet. Hier fanden die Zollkontrollen statt, bis Hamburg 1888 dem Deutschen Zollverein beitrat.
Als 1893 für die Verbindungsbahn der Bahndamm nördlich der Holstenbrauerei mit dem Bahnhof Holstenstraße gebaut worden war, wie er noch heute besteht, wurde der AKE-Betrieb auf dem im Straßenplanum trassierten Streckenabschnitt Gählersplatz – Nebenzollamt eingestellt. Am 20. August 1898 wurde die Strecke über Kaltenkirchen hinaus nach Bramstedt verlängert, und der Bahnhof Nebenzollamt erhielt den Namen Bramstedter Bahnhof.

### Erweiterungen Anfang des 20. Jahrhunderts
Vor Hamburg-Eidelstedt gab es eine Steigung, die längeren Zügen Schwierigkeiten bereitete. 1902 wurde eine Verbindung zur Staatsbahn in Eidelstedt hergestellt, so dass hier Güterwagen übergeben werden konnten.
Am 17. Dezember 1912 wurde die Strecke zwischen Altona und Ellerau wegen des zunehmenden Straßenverkehrs von der Altona-Kieler Chaussee weg auf die noch heute benutze Trasse parallel zur Altona-Kieler Eisenbahn verlegt. Die Streckenhöchstgeschwindigkeit auf der neuen Trasse betrug 40 km/h.

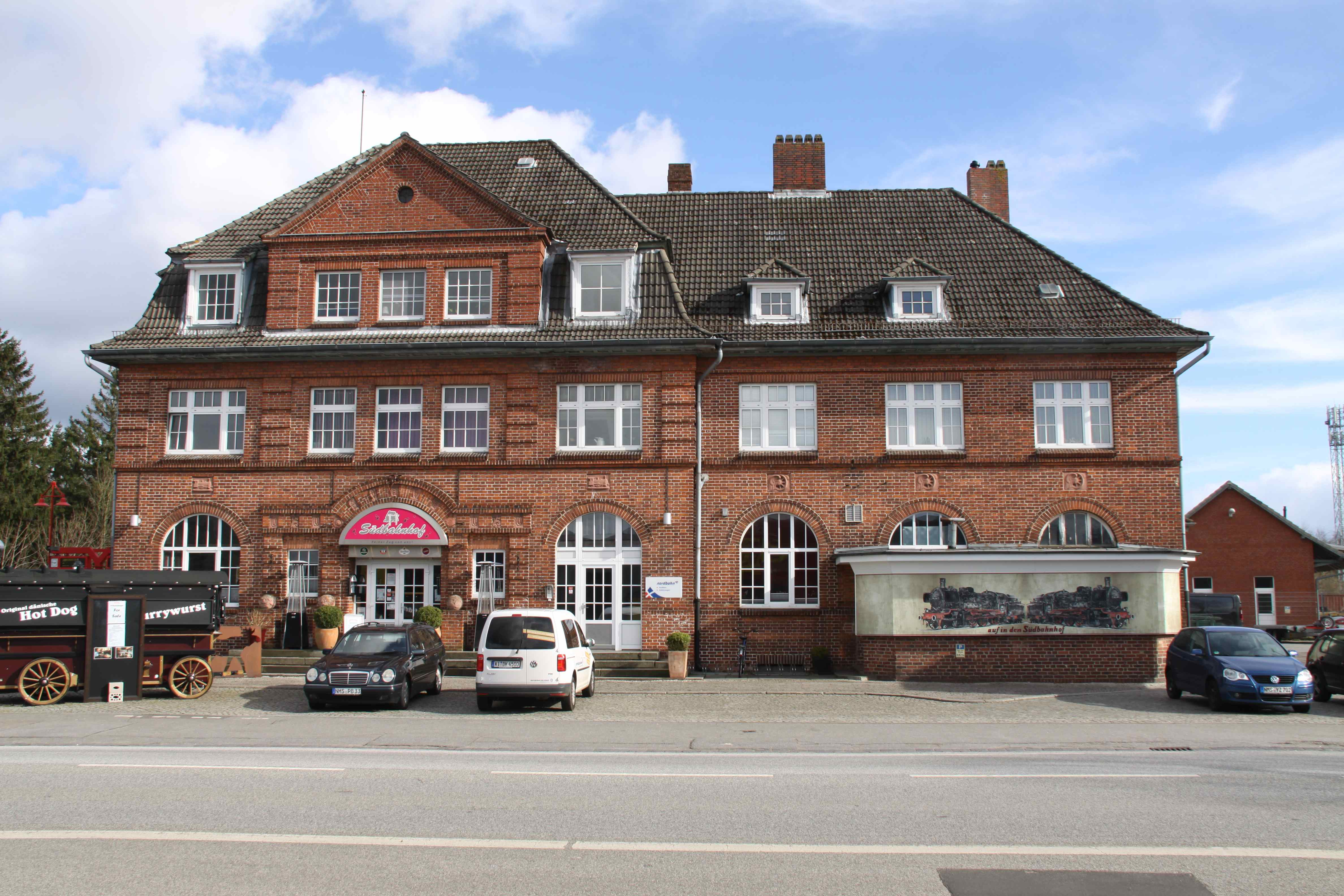
Neumünster Süd

1913 wurde die Verlängerung der Strecke nach Neumünster beantragt, am 1. Dezember 1914 genehmigt und am 1. August 1916 der Betrieb auf der neuen Strecke eröffnet. Schon seit 1914 firmierte die Gesellschaft als Eisenbahn Altona-Kaltenkirchen-Neumünster. Endbahnhof war der Bahnhof Neumünster Süd an der Bahnstrecke Neumünster–Bad Oldesloe.

### Zweiter Weltkrieg und Nachkriegszeit
Im Zweiten Weltkrieg wurde auf Verschleiß gefahren, so dass der Oberbau nach dem Krieg in entsprechend schlechten Zustand war. Der Bahnhof Wiemersdorf wurde bei der Explosion eines Munitionszuges zerstört.
Seit 1957 wurde die Strecke im Zugleitverfahren per Sprechfunk betrieben.
Endstation in Altona war der nördlich der Verbindungsbahn am Sonderburger Platz, dem heutigen Kaltenkircher Platz, neu erbaute (zweite) Kaltenkirchener Bahnhof. Dieser wurde bis 1962 angefahren und in diesem Jahr von der Post übernommen, die auf dem Gelände 1965–1973 eine Ladehalle für das Paketpostamt 2 errichtete. Dieses war bis dahin im Gebäude der alten Oberpostdirektion am Stephansplatz untergebracht. Ebenfalls 1962 wurde vom S-Bahn-Bahnhof Hamburg-Holstenstraße eine Verbindung zur AKN-Strecke geschaffen, daran der Haltepunkt Hamburg-Diebsteich angelegt und der Endpunkt der AKN-Strecke nach Langenfelde verlegt.

### Erneuerungen ab 1974
Der Haltepunkt Elsensee befand sich zwischen Hasloh und Quickborn Süd. Nutzer waren hauptsächlich Mitarbeiter der Thörlschen Margarinefabrik. Diese wurde im Zweiten Weltkrieg wegen Bombenangriffen geschlossen und nach Hamburg-Harburg verlagert. Obwohl dadurch überflüssig, wurde der Haltepunkt erst 1974 bei einer Erneuerung der Trasse geschlossen.
Ab 1974 wurde die Strecke erneuert, die Gleise durchgehend verschweißt. Die Bahnsteige zwischen Hamburg-Eidelstedt und Kaltenkirchen wurden einheitlich auf 76 cm Höhe und 100 Meter Länge gebracht. Bahnübergänge wurden aufgehoben oder durch Halbschranken gesichert. Dadurch konnte die Fahrzeit zwischen Kaltenkirchen und Eidelstedt auf 38 bzw. 44 Minuten verkürzt werden.
In Ulzburg Süd wurde 1976 ein Zentralstellwerk in Betrieb genommen, das die Stellwerke in Quickborn, Hamburg-Schnelsen und Kaltenkirchen (ab 1982) steuerte. Seit 1983 arbeitete es mit Mikroprozessoren statt mit Relaistechnik.
Der Haltepunkt Gayen lag zwischen Bad Bramstedt und Wiemersdorf. Ein Sandbahnsteig ist dort noch vorhanden.

### Ausbau des Abschnitts Hamburg – Kaltenkirchen
Die Eisenbahnstrecke wurde zwischen 1995 und 2012 im Südabschnitt Hamburg-Eidelstedt – Kaltenkirchen erheblich ausgebaut. Dort wurde sie weitgehend zweigleisig, unterquert mehrere Ortszentren in Tieflage und verfügt über moderne Haltepunkte.
Zwischen 1997 und 2001 wurde die Strecke zwischen Ulzburg Süd und Kaltenkirchen Süd zweigleisig ausgebaut. Dazu wurde sie in Henstedt-Ulzburg um mehrere 100 Meter nach Westen verlegt. Das Ortszentrum wird seither in einem 630 Meter langen Tunnel unterquert; der direkt anschließende Bahnhof Henstedt-Ulzburg befindet sich in Tieflage. Der Verkehr auf dieser Neubaustrecke wurde am 28. August 2000 aufgenommen. Etwa ein Jahr später waren die Arbeiten vollständig abgeschlossen und die neuen Bauten wurden offiziell eingeweiht. Zwischen 2001 und 2004 wurde der Bahnhof Kaltenkirchen in Tieflage neu angelegt und gestaltet sowie im Anschluss daran ein rund 400 Meter langer Tunnel erstellt. Dieser ersetzte dort mehrere Bahnübergänge.
Zwischen Hamburg-Eidelstedt und Hamburg-Schnelsen wurde die Strecke teilweise in Tieflage zwischen 2001 und 2004 umgebaut, wodurch drei Straßen unterquert werden. Der neue Haltepunkt Hamburg-Eidelstedt Zentrum ersetzte dabei den bis 2002 bedienten, einige 100 Meter weiter nördlich liegenden Bahnhof Hamburg-Eidelstedt Ost. Die Einführung in den Bahnhof Hamburg-Eidelstedt wurde geändert: Die Strecke unterfährt das östliche S-Bahn-Gleis und fädelt höhenfrei in die S-Bahn-Gleise ein. Von dort ist die kreuzungsfreie Weiterfahrt auf der S-Bahn-Strecke möglich. Nördlich des Bahnhofs Hamburg-Eidelstedt fädelt das Gütergleis Richtung Hamburg-Langenfelde aus. Seit 2006 wurde die Strecke zwischen Hamburg-Schnelsen und Quickborn ausgebaut, zwischen Bönningstedt und Hasloh ist sie seit 28. Oktober 2007 in Betrieb. Der Abschnitt Hasloh – Quickborn Süd wird seit Mai 2011 zweigleisig befahren, im Oktober 2011 folgte die Inbetriebnahme zwischen der Halstenbeker Straße und dem Bahnhof Hamburg-Schnelsen. Seit Oktober 2012 ist der Zugverkehr zwischen Hamburg-Schnelsen und Bönningstedt auf zwei Gleisen möglich. Mit Abschluss dieser Maßnahme sollte es vorerst keinen weiteren zweigleisigen Ausbauten geben.
Das Stellwerk in Ulzburg Süd wurde ab 2002 durch ein elektronisches Stellwerk in Kaltenkirchen abgelöst. 2005 war die ganze Strecke umgerüstet.
Eingleisig blieben zwischen Hamburg-Eidelstedt und Kaltenkirchen einzelne Abschnitte in den Bereichen Hamburg-Eidelstedt – Hamburg-Eidelstedt Zentrum, Quickborn – Tanneneck, Tanneneck Güterbahnhof – Ulzburg Süd und Kaltenkirchen Süd – Kaltenkirchen.
Die gesamte Strecke wird aus der AKN-Betriebszentrale in Kaltenkirchen über Außenstellen des dortigen elektronischen Stellwerkes gesteuert.

### Service-Einrichtungen an den Haltepunkten
Auf dem Südabschnitt Hamburg-Eidelstedt – Kaltenkirchen sind alle Stationen mit elektronischen Anzeigern zur Fahrgastinformation ausgestattet; auf dem Nordabschnitt sind es lediglich die Bahnhöfe Dodenhof, Bad Bramstedt und Neumünster Süd. Alle Stationen zwischen Hamburg-Eidelstedt Zentrum und Neumünster Süd verfügen seit Mai 2015 über kostenloses freies WLAN.

### Ausbau zur S-Bahn-Strecke
Der Abschnitt Hamburg – Kaltenkirchen soll 2028 als Teil der Linie S5 in das Netz der Hamburger S-Bahn integriert werden. Dazu werden folgende Ausbauten an der Strecke durchgeführt:
- Die Bahnsteige müssen von heute 100–110 Metern Länge auf 140 Meter verlängert werden. Damit ist es möglich, etwa 132 Meter lange „Vollzüge“ der S-Bahn einzusetzen.
- Die Abschnitte Eidelstedt–Eidelstedt Zentrum und Quickborn–Ellerau werden zweigleisig ausgebaut.[9]
- Die gesamte Strecke wird elektrifiziert. Eingesetzt wird dabei überwiegend eine Oberleitung mit dem in Deutschland üblichen Bahnstrom-System bei 15 kV Wechselspannung, im Bereich des Übergangs zum bestehenden S-Bahn-Netz auch eine seitliche Stromschiene. Die S-Bahn Hamburg wird nach Kaltenkirchen Zwei-System-Triebzüge einsetzen, die beide Stromsysteme nutzen können.

Ursprünglich war ein durchgehender zweigleisiger Ausbau zwischen Quickborn und Tanneneck geplant, insbesondere auch, da sich der optimale betriebliche Kreuzungspunkt zwischen Ellerau und Tanneneck befindet. Jedoch verläuft die Trasse zwischen Ellerau und Tanneneck auf 300 Metern sehr dicht an Wohnhäusern auf der einen und einer Straße auf der anderen Seite. Für einen zweigleisigen Ausbau würden Teilenteignungen der Anwohner notwendig werden, die jedoch mit Klagen drohten. Um die Finanzierung und den Erfolg des Projekts nicht zu gefährden, verzichtete man daher auf einen zweigleisigen Ausbau zwischen Ellerau und Tanneneck.
Die notwendigen Baumaßnahmen zur Integration der Strecke in das S-Bahn-Netz begannen 2023 mit geplantem Abschluss 2025. Aufgrund erheblicher Verzögerungen kündigte die AKN Eisenbahn Anfang 2024 eine voraussichtliche Inbetriebnahme im Jahr 2028 an.

## Fahrzeugeinsatz
Seit der Anfangszeit bis Ende des Zweiten Weltkrieges besaß die AKN insgesamt 28 Dampflokomotiven, die bis zum Eintreffen der ersten, 1930 gebauten Triebwagen den gesamten Verkehr abwickelten. Vor Ende des Krieges kamen noch zwei weitere Triebwagen dazu. Erst 1951 übernahmen neue Esslinger Triebwagen den Personenverkehr. Fünf Fahrzeuge kamen bis 1963 zusammen. Ab 1956 bis 1963 lieferte MAN zehn Triebwagen, die noch durch vier Schienenbussen aus Uerdingen ergänzt wurden. Insgesamt zehn Steuerwagen brachten die erforderliche Platzkapazität.
1927 besaß die AKN 25 zweiachsige und fünf dreiachsige Personenwagen, von denen sieben zusätzlich für die Postbeförderung eingerichtet waren. 42 gedeckte und 72 offene Güterwagen waren in den Fuhrpark der Reichsbahn eingestellt. Sieben Milchwagen übernahmen die täglichen Milchtransporte. Bis 1960 änderte sich an diesem Fahrzeugbestand nur wenig. 1936 erscheinen keine Milchwagen mehr in der Statistik.
Diesellokomotiven verkehrten erstmals 1948 auf dem Netz der AKN. Insgesamt wurden bis 1972 20 Dieselloks gezählt, die den Güterverkehr übernahmen.
Ab 1976 wurden die neuen Triebwagen VTE zwischen Eidelstedt und Kaltenkirchen eingesetzt, seit 1993 kommen die neuen Triebwagen VTA zum Einsatz. Acht Züge erhielten einen seitlichen Stromabnehmer, so dass sie im S-Bahn-Netz fahren können.
Im Dezember 2015 musterte die AKN die fast 40 Jahre alten Wagen der Baureihe VTE aus. Sie wurden durch Züge der Bauart LINT 54 ersetzt.

## Verkehr

### Personenverkehr
1884 dauerte die Fahrt von Altona nach Kaltenkirchen mehr als zwei Stunden. Dennoch wurden im ersten Jahr mehr als 150.000 Fahrgäste befördert.
1930 wurden erstmals Triebwagen eingesetzt, um den Verkehr kostengünstiger durchführen zu können.
Nach dem Zweiten Weltkrieg fuhr ab 25. Mai 1945 täglich wieder ein Personenzug. 1946 waren es täglich bereits zehn Personenzüge. Die Beförderungszahlen stiegen an: 1945 1.495.000, 1948 3.883.000 Personen.
Seit dem 31. März 1953 fahren die Personenzüge vom Bahnhof Neumünster Süd auf den Gleisen der Bahnstrecke Neumünster–Bad Oldesloe weiter zum Bahnhof Neumünster.
Mit dem Ausbau der Hamburger S-Bahn wurde der südliche Endpunkt für den Personenverkehr vom Kaltenkirchener Bahnhof in Hamburg-Altona 1962 nach Hamburg-Langenfelde und 1965 schließlich nach Hamburg-Eidelstedt zurückverlegt. Die S-Bahn-Gleise (heutige Linien S21 und S3) liegen westlich parallel zum Gleis der AKN.
1947 wurden erstmals mehr als drei Millionen Fahrgäste befördert. Die genaue Zahl betrug 3.517.733. 1967 war die Zahl auf 2.849.730 gesunken. Aufschwung brachte der Beitritt zum Hamburger Verkehrsverbund (HVV): 1974 wurden 4.213.930 Fahrgäste gezählt.
Seit 1. Dezember 2002 hat die AKN das Streckenstück Neumünster Süd–Neumünster von der DB Netz gepachtet und fährt bis zum Bahnhof Neumünster und weiter bis Heide und Büsum.

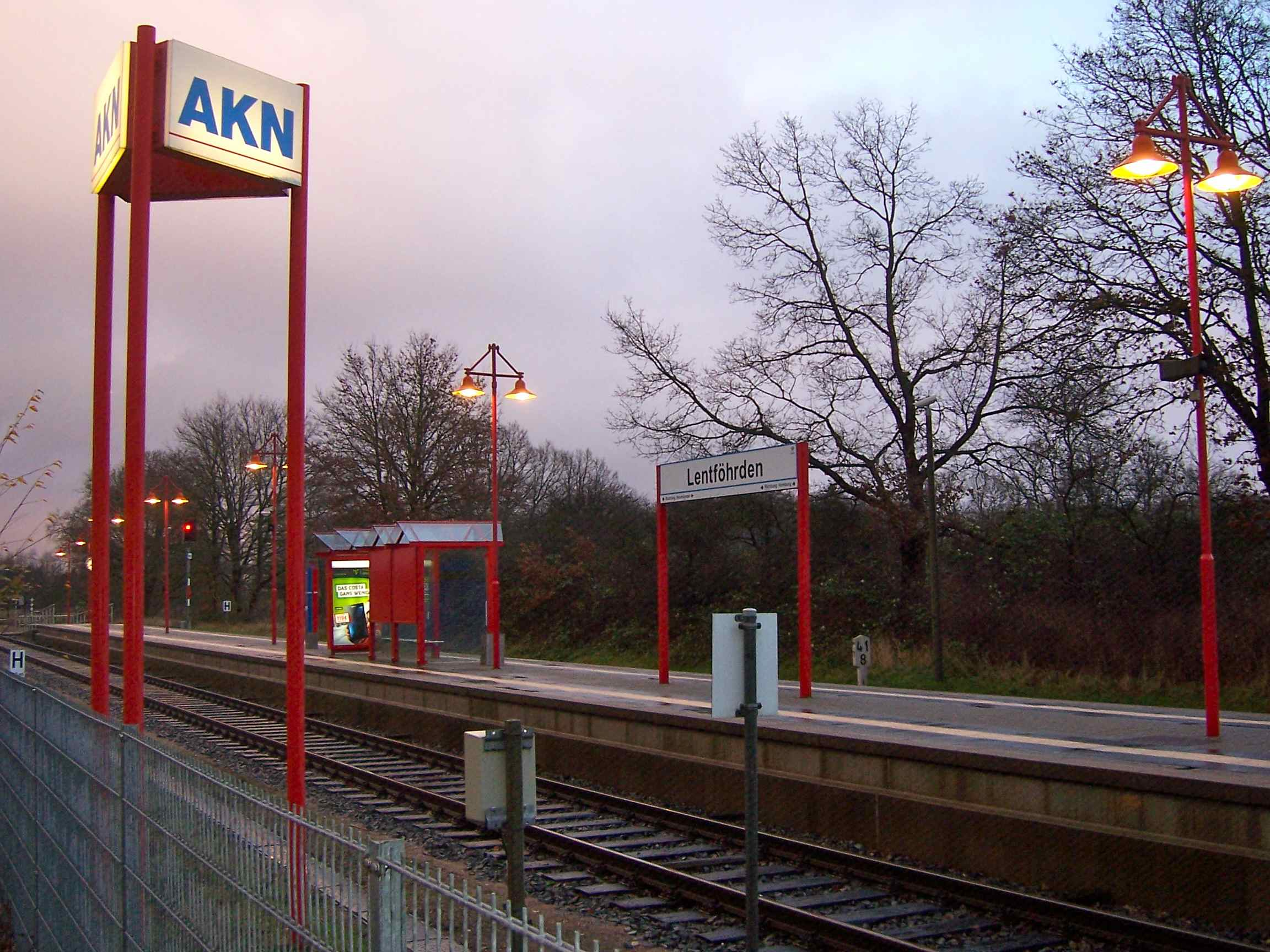
Bahnhof Lentföhrden

Auf dem Streckenabschnitt Hamburg-Eidelstedt–Kaltenkirchen fahren die Nahverkehrszüge der AKN heute überwiegend im Intervall von 20 Minuten. Dieser Takt gilt wochentags zwischen 5 und 23 Uhr und am Sonnabend zwischen 7 und 21 Uhr. In den Hauptverkehrszeiten verdichtet die AKN den Takt auf 10 Minuten. In den Tagesrandstunden ab dem Spätabend bis etwa 1 Uhr nachts und am Sonntag wird seit Dezember 2021 ein 30-Minuten-Takt angeboten (vorher 40-Minuten-Takt). In den Wochenendnächten fahren die AKN-Züge ebenfalls seit Dezember 2021 stündlich zwischen Eidelstedt und Kaltenkirchen.
Zwischen Kaltenkirchen und Neumünster gibt es überwiegend einen Stundentakt.
Zwischen Henstedt-Ulzburg und Ulzburg Süd verkehrt zusätzlich stündlich die Linie A3 (Elmshorn–Barmstedt–Ulzburg Süd).
Ihre stärkste Auslastung hat die Strecke daher im Abschnitt Ulzburg Süd – Henstedt-Ulzburg mit fahrplanmäßig bis zu neun Zügen pro Stunde und Richtung.

### Güterverkehr
Mit 10.000 Tonnen im ersten Jahr fing es an. Hauptinteressenten waren Torffabriken.
Anfangs gab es keinen direkten Übergabeverkehr mit der Staatsbahn, alle Frachten  mussten umgeladen werden. 1902 wurde eine Übergabemöglichkeit errichtet. 1934 gab es 22 Gleisanschlüsse mit zusammen 13,59 Kilometer Gleisen.
Bis 1959 war täglich ein Postkurswagen auf der Strecke unterwegs.
Die Transportleistungen waren unterschiedlich: 1940 wurden 560.000 Tonnen befördert, 1950 348.000 Tonnen.
Seit dem 1. Januar 2008 wird der restliche Güterverkehr (hauptsächlich Übergaben zum Stammgleis der Norderstedter Industriebahn und im Bahnhof Boostedt) von DB Cargo abgewickelt.
Die Strecke dient heute regelmäßig dem Güterverkehr von und zur Norderstedter Industriebahn und wird bei einer Sperrung der Strecke Hamburg–Elmshorn–Neumünster von Fern-Güterzügen als Umleitungsstrecke benötigt.

## Belege
1. ↑  Kartenausschnitt von 1890 mit Gählerplatz und Kaltenkirchener Bahnhof
2. ↑  Streckenkarte der Deutschen Bundesbahn. Maßstab 1:750.000. 8. Auflage. Deutsche Bundesbahn, 1. Juni 1976 (blocksignal.de [abgerufen am 18. März 2022]).
3. ↑  Streckenkarte der Deutschen Bundesbahn. Maßstab 1:750.000. 1. Ausgabe. Deutsche Bundesbahn, Dezember 1981 (blocksignal.de [abgerufen am 18. März 2022]).
4. ↑  Ulzburger Tunnel. In: Eisenbahn-Tunnel und deren Tunnelportale in Deutschland. Lothar Brill
5. ↑  Kaltenkirchener Tunnel. In: Eisenbahn-Tunnel und deren Tunnelportale in Deutschland. Lothar Brill, abgerufen am 29. Oktober 2023.
6. ↑  Schluss mit Langeweile am Bahnsteig: AKN bietet ab sofort WLAN an allen Stationen. AKN, 28. Mai 2015, archiviert vom Original (nicht mehr online verfügbar) am 12. Juli 2015; abgerufen am 7. September 2015.
7. 1 2  Norddeutscher Rundfunk, 16. Oktober 2023: AKN-Strecke Hamburg-Kaltenkirchen: S21 soll erst 2028 kommen. Abgerufen am 5. Januar 2024
8. ↑  Das neue Liniennetz der S-Bahn Hamburg. Behörde für Verkehr und Mobilitätswende Hamburg, 28. Juni 2022, abgerufen am 5. August 2022.
9. ↑  Projekt S21. AKN Eisenbahn, abgerufen am 18. Januar 2023.
10. ↑  Planfeststellungsunterlage zur Planfeststellung nach AEG § 18 für die Elektrifizierung der AKN-Strecke A1 / S21 zwischen Landesgrenze SH/FHH und Kaltenkirchen. 28. Oktober 2019, S. 20, abgerufen am 5. August 2022.
11. ↑  Eine große Lösung für die S 21 ist vom Tisch. Hamburger Abendblatt, 20. September 2018, abgerufen am 5. August 2022.
12. ↑  Elektrifizierung und Ausbau der S 21 startet. hamburg.de, 17. Januar 2023, abgerufen am 18. Januar 2023.